# Ghatampur
Ghatampur é uma cidade e um município no distrito de Kanpur Nagar, no estado indiano de Uttar Pradesh.

## Geografia
Ghatampur está localizada a 26° 10′ N, 80° 10′ L. Tem uma altitude média de 122 metros (400 pés).

## Demografia
Segundo o censo de 2001, Ghatampur tinha uma população de 35,496 habitantes. Os indivíduos do sexo masculino constituem 53% da população e os do sexo feminino 47%. Ghatampur tem uma taxa de literacia de 60%, superior à média nacional de 59.5%: a literacia no sexo masculino é de 65% e no sexo feminino é de 55%. Em Ghatampur, 16% da população está abaixo dos 6 anos de idade.